# Andreas Schmidt (színművész)
Andreas M. Schmidt (Finnentrop, 1963. november 23. – Berlin, 2017. szeptember 28.) német színész, rendező.

## Fontosabb filmjei

### Mozifilmek
- A rózsakert (Der Rosengarten) (1989)
- Az élet egy kártyavár (Das Leben ist eine Baustelle) (1997)
- A reklám helye (Viktor Vogel - Commercial Man) (2001)
- Családi ékszerek (Eierdiebe) (2003)
- Szexis vagyok? (Das Gespenst von Canterville) (2004)
- Nyár Berlinben (Sommer vorm Balkon) (2005)
- Izzasztókamra (Im Schwitzkasten) (2005)
- Pénzhamisítók (Die Fälscher) (2007)
- Rudi malac újra száguld (Rennschwein Rudi Rüssel 2 - Rudi rennt wieder!) (2007)
- IV. Henrik, Navarra királya (Henri 4) (2010)
- Nedves tájak – Készen állsz Helenre? (Feuchtgebiete) (2013)
- A Szputnyik küldetés (Sputnik) (2013)

### Tv-filmek
- Kéjwatch, avagy az elfuserált vízimentők (Beach Boys - Rette sich wer kann) (2003)
- Csoda a mélyben (Das Wunder von Lengede) (2003)
- Canterville-i kísértet (Das Wunder von Lengede) (2005)
- Bostonban kétszer szeretsz (Joanna Trollope: In Boston liebt man doppelt) (2009)
- Kísértetek Spessart-ban (Im Spessart sind die Geister los) (2010)
- A széttáncolt cipellők (Die zertanzten Schuhe) (2011)
- Huck Finn kalandjai (Die Abenteuer des Huck Finn) (2012)

### Tv-sorozatok
- Charly – Majom a családban (Unser Charly) (1997, egy epizódban)
- A rendőrség száma 110 (Polizeiruf 110) (2003–2014, négy epizódban)
- Tetthely (Tatort) (2006–2009, öt epizódban)
- Nyomozás Velencében (Donna Leon) (2009, egy epizódban)
- Kicsi a bors, de erős (Die Pfefferkörner) (2014, egy epizódban)